# Mimetismo químico

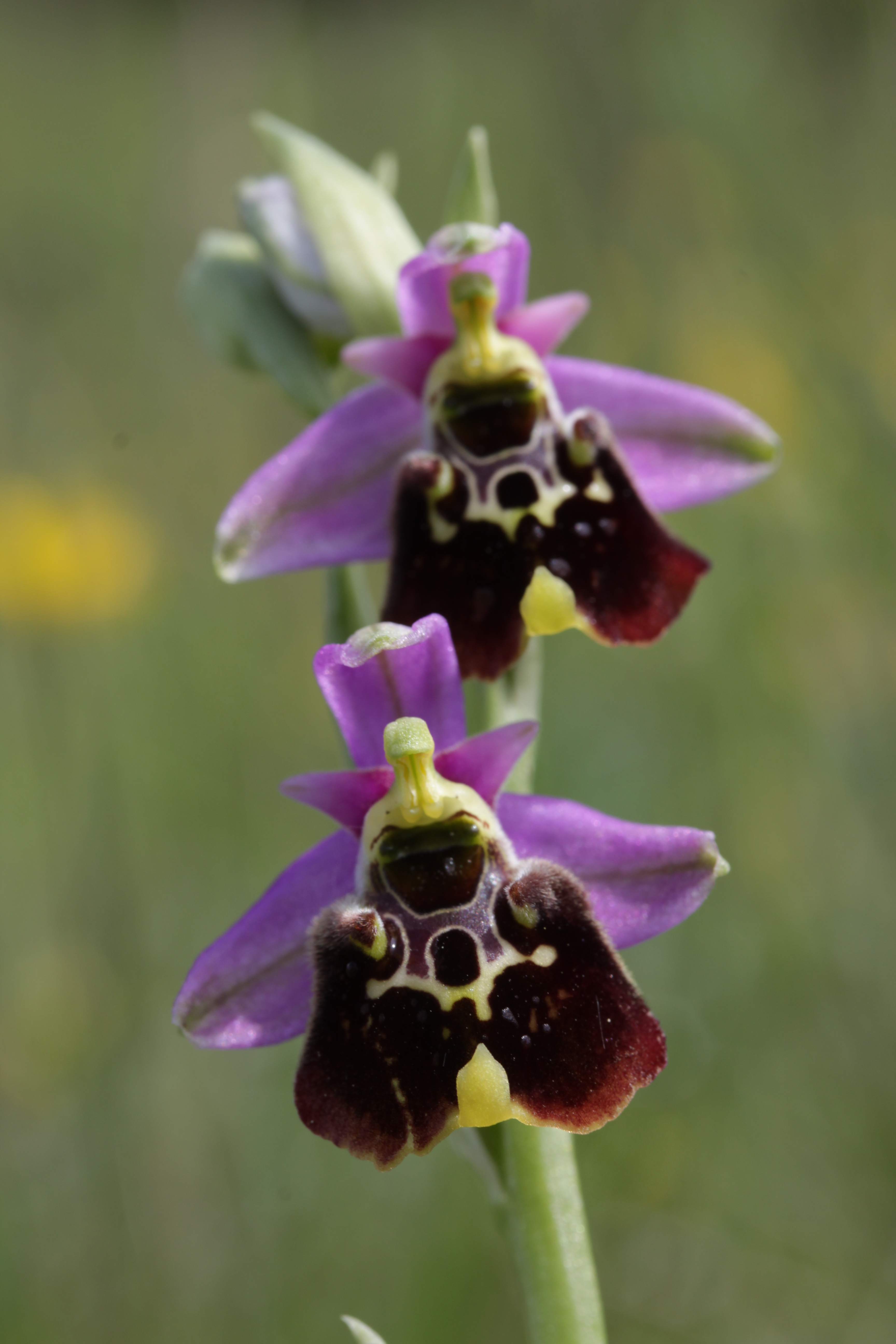
La orquídea Ophrys holoserica imita el olor de abejas Andrena hembras.

El mimetismo químico o mimetismo molecular es un tipo de mimetismo biológico que implica el uso de productos químicos para engañar a los miembros de otras especies. Tales químicos engañan a otros organismos (por ejemplo, depredadores) por medio de una semejanza química adaptativa a un objeto, parte del ambiente; como consecuencia otorga una ventaja selectiva al productor del químico. En todos los casos de mimetismo químico se encuentra que solamente proporcionan una ventaja a la especie mímica, mientras que causan un costo o no tienen beneficio para la especie engañada.
El mimetismo químico es más difícil de estudiar que el mimetismo visual, pero es posible que sea tan común como este.

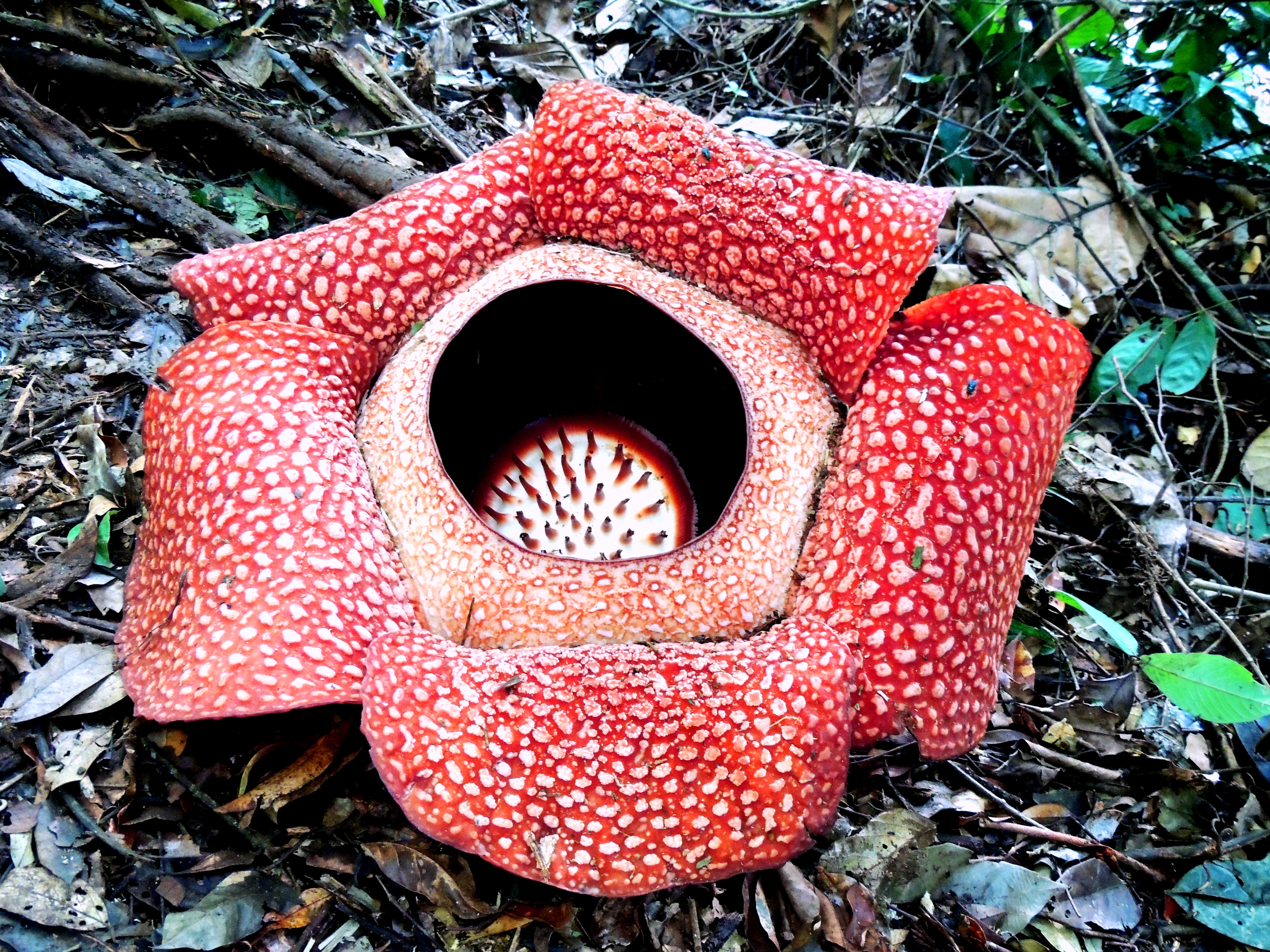
Rafflesia arnoldi, su olor a carne podrida atrae a insectos carroñeros.

## Plantas
Hay plantas como Amorphophallus, Rafflesia y Stapelia que producen olor a carne podrida, el cual atrae a moscas de las familias Sarcophagidae, Muscidae y Calliphoridae y algunas especies de escarabajos (Dermestidae y Silphidae) que ordinariamente depositan sus huevos en carne de animales muertos. Las plantas son polinizadas de esta manera.

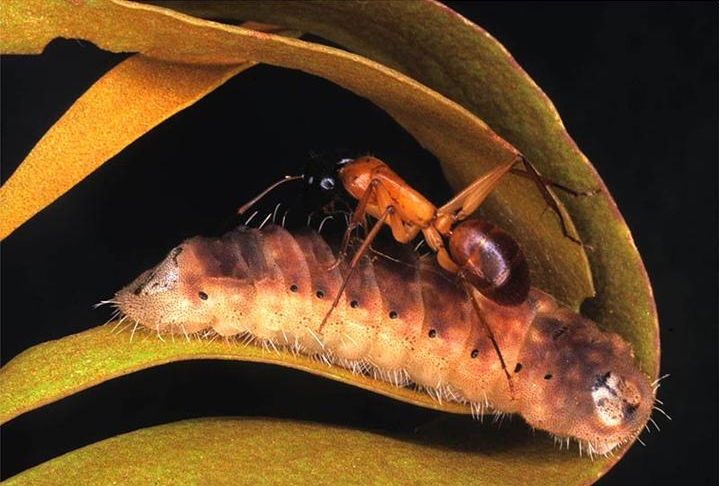
Oruga de mariposa Ogyris genoveva (familia Lycaenidae) cuidada por una hormiga

## Insectos
Las orugas de un número de especies de mariposas mirmecófilas de la familia Lycaenidae (por ejemplo, Feniseca tarquinius) usan señales químicas para engañar a las hormigas, ser cuidadas por ellas y poder vivir en los hormigueros.
Los escarabajos aceiteros, Meloe, usan feromonas femeninas de abejas Habropoda para engañar a los machos y así ser llevados a los nidos, donde comen las reservas de polen y las larvas.